# Kedva
La Kedva (in russo Кедва?) è un fiume della Russia europea settentrionale, affluente di sinistra della Ižma nel bacino della Pečora. Scorre nella Repubblica dei Komi.
Il fiume è formato dalla confluenza dei fiumi Belaja Kedva (lungo 153 km) e Čërnaja Kedva (177 km) che scendono dalla cresta Vymsko-Volskaya e scorre in direzione sud-orientale. Sfocia nella Ižma a 202 km dalla foce, a valle del villaggio di Kedvavom. Ha una lunghezza di 47 km (224 km con la Čërnaja Kedva); l'area del suo bacino è di 3 460 km².